# Момпантеро
Момпантѐро (на италиански: Mompantero; на пиемонтски: Moumpantìa, Моумпантия) е село и община в Метрополен град Торино, регион Пиемонт, Северна Италия. Разположено е на 531 m надморска височина. Към 1 януари 2020 г. населението на общината е 643 души, от които 15 са чужди граждани.